# Liste der Naturdenkmale in Westheim (Pfalz)
Die Liste der Naturdenkmale in Westheim (Pfalz) nennt die im Gemeindegebiet von Westheim (Pfalz) ausgewiesenen Naturdenkmale (Stand 17. April 2013).

## Naturdenkmale
| Nr. | Bezeichnung | Lage                                       | Beschreibung                                   | Bild            |
| --- | ----------- | ------------------------------------------ | ---------------------------------------------- | --------------- |
|     | Alte Eiche  | westlich des Ortes; Flur Am Hofgraben Lage | Quercus robur, vor 1880 gekeimt, ca. 22 m hoch | Fotos hochladen |